# SN 2000db
SN 2000db – supernowa typu II-P odkryta 6 sierpnia 2000 roku w galaktyce NGC 3949. W momencie odkrycia miała maksymalną jasność 14,30m.